# Saison 2013-2014 de l'Union Bordeaux Bègles
Cette page présente la saison 2013-2014 de l'Union Bordeaux Bègles en Top 14 et en challenge européen.

## Entraîneurs
| Nom             | Poste                 | Naissance  | Nationalité sportive | Arrivée au club (année) |
| --------------- | --------------------- | ---------- | -------------------- | ----------------------- |
| Raphaël Ibañez  | Manager général       | 17/02/1973 | France               | 2012                    |
| Vincent Etcheto | Entraîneur (arrières) | 05/03/1969 | France               | 2009                    |
| Laurent Armand  | Entraîneur (avants)   | 23/07/1970 | France               | 2007                    |
| Régis Sonnes    | Entraîneur (avants)   | 25/07/1972 | France               | 2012                    |
| Joe Worsley     | Entraîneur (défense)  | 14/06/1977 | Angleterre           | 2012                    |
| Ludovic Loustau | Préparateur physique  | 15/08/1973 | France               | 2009                    |

## Effectif 2013-2014
| Nom                            | Poste            | Naissance    | Nationalité sportive | International | Dernier club                  | Arrivée au club (année) |
| ------------------------------ | ---------------- | ------------ | -------------------- | ------------- | ----------------------------- | ----------------------- |
| Silviu Florea                  | Pilier           | 19/04/1977   | Roumanie             |               | US Montauban                  | 2010                    |
| Laurent Delboulbès             | Pilier           | 17/11/1986   | France               | -             | US Carcassonne                | 2011                    |
| Zaza Navrozashvili             | Pilier           | 20/07/1992   | Géorgie              | -             | Formé au club                 | 2013                    |
| Albert Patrick Toetu           | Pilier           | 14/03/1984   | Nouvelle-Zélande     | -             | Tarbes Pyrénées rugby         | 2011                    |
| Jefferson Poirot               | Pilier           | 01/11/1992   | France               | -             | CA Brive                      | 2012                    |
| Jean-Baptiste Poux             | Pilier           | 26/09/1979   | France               |               | Stade Touousain               | 2013                    |
| Benjamin Sa                    | Pilier           | 30/01/1980   | Samoa                | -             | Racing Métro 92               | 2013                    |
| Beñat Auzqui                   | Pilier           | 01/08/1983   | Espagne              |               | US Tyrosse                    | 2013                    |
| Ole Avei                       | Talonneur        | 13/06/1983   | Samoa                |               | Chiefs                        | 2010                    |
| Jean-Charles Fidinde           | Talonneur        | 10/05/1992   | France               | -             | ASM Clermont                  | 2013                    |
| Stéphane Fort                  | Talonneur        | 14/02/1990   | France               | -             | FC Grenoble                   | 2011                    |
| Clément Maynadier              | Talonneur        | 11/10/1988   | France               | -             | SC Albi                       | 2013                    |
| Adam Jaulhac                   | Deuxième ligne   | 31/01/1988   | France               | -             | CA Brive                      | 2008                    |
| Cameron Treloar                | Deuxième ligne   | 13/05/1980   | Australie            | -             | Aviron Bayonnais              | 2011                    |
| Matthew Graham                 | Deuxième ligne   | 02/07/1990   | Nouvelle-Zélande     | -             | Aviron Bayonnais              | 2013                    |
| Aliki Fakate                   | Deuxième ligne   | 04/09/1985   | France               | -             | Montpellier HRC               | 2013                    |
| Jandré Marais                  | Deuxième ligne   | 14/06/1989   | Afrique du Sud       | -             | Sharks                        | 2013                    |
| Hugh Chalmers                  | Troisième ligne  | 28/11/1984   | Nouvelle-Zélande     | -             | AC Bobigny                    | 2008                    |
| Matthew Clarkin (cap.)         | Troisième ligne  | 04/07/1981   | Nouvelle-Zélande     | -             | US Montauban                  | 2010                    |
| Louis-Benoît Madaule           | Troisième ligne  | 24/09/1988   | France               | -             | RC Narbonne                   | 2011                    |
| Gautier Gibouin                | Troisième ligne  | 24/03/1989   | Espagne              |               | CA Périgueux (retour de prêt) | 2012                    |
| Marco Tauleigne                | Troisième ligne  | 30 août 1993 | France               |               | CS Bourgoin-Jallieu           | 2013                    |
| Taiasina Tuifua                | Troisième ligne  | 20/08/1984   | Samoa                |               | Newcastle                     | 2013                    |
| Poutasi Luafutu                | Troisième ligne  | 02/12/1987   | Australie            | -             | CA Brive                      | 2013                    |
| Jean-Blaise Lespinasse         | Troisième ligne  | 05/01/1994   | France               | -             | US Montauban                  | 2013                    |
| Emmanuel Saubusse              | Demi de mêlée    | 23/11/1989   | France               | -             | Formé au Club                 | 2008                    |
| Heini Adams                    | Demi de mêlée    | 29/05/1980   | Afrique du Sud       |               | Bulls                         | 2010                    |
| Baptiste Serin                 | Demi de mêlée    | 20/06/1994   | France               | -             | Formé au Club                 | 2012                    |
| Nicolás Sánchez                | Demi d'ouverture | 26/10/1988   | Argentine            |               | Pampas XV                     | 2011                    |
| Pierre Bernard                 | Demi d'ouverture | 31/01/1989   | France               | -             | Castres Olympique             | 2013                    |
| Romain Lonca                   | Demi d'ouverture | 26/11/1991   | France               | -             | Stade Hendayais               | 2013                    |
| Charles Brousse                | Centre           | 30/11/1990   | France               | -             | Formé au club                 | 2011                    |
| Julien Rey                     | Centre           | 01/09/1986   | France               | -             | US Colomiers                  | 2011                    |
| Félix Le Bourhis               | Centre           | 07/04/1988   | France               | -             | US Carcassonne                | 2011                    |
| Thibault Lacroix               | Centre           | 14/05/1985   | France               |               | Aviron bayonnais              | 2013                    |
| Jean-Baptiste Lamotte          | Centre           | 28/12/1990   | France               | -             | Formé au club                 | 2012                    |
| Gilen Queheille                | Centre           | 15/09/1992   | France               | -             | SA Mauléon                    | 2013                    |
| Darly Domvo                    | Ailier           | 03/04/1992   | France               | -             | Formé au Club                 | 2011                    |
| Rafael Carballo                | Ailier           | 16/10/1981   | Argentine            |               | Castres olympique             | 2009                    |
| Blair Connor                   | Ailier           | 29/09/1988   | Australie            | -             | Queensland Reds               | 2010                    |
| Robert Lilomaiava              | Ailier           | 28/03/1992   | Samoa                |               | Samoa Seven (rugby à VII)     | 2013                    |
| Bruce Reihana                  | Arrière          | 06/04/1976   | Nouvelle-Zélande     |               | Northampton Saints            | 2011                    |
| Metuisela Talebula             | Arrière          | 20/05/1991   | Fidji                |               | Fidji Seven (rugby à VII)     | 2012                    |
| Jean-Baptiste Peyras-Loustalet | Arrière          | 05/01/1984   | France               |               | AS Béziers                    | 2013                    |
| Joaquín Tuculet                | Arrière          | 08/08/1989   | Argentine            |               | FC Grenoble                   | 2013                    |

## Calendrier[4]

### Top 14
| - Union Bordeaux Bègles – Stade toulousain : 31- 25 - CA Brive – Union Bordeaux Bègles : 25- 12 - Union Bordeaux Bègles – Castres olympique : 21 - 20 - Union Bordeaux Bègles – Montpellier HRC : 29 - 36 - Football club de Grenoble rugby – Union Bordeaux Bègles : 21 - 14 - Union Bordeaux Bègles – Union sportive Oyonnax rugby : 35 - 10 - Racing Métro 92 – Union Bordeaux Bègles : 26 - 19 - ASM Clermont Auvergne – Union Bordeaux Bègles : 40 - 11 - Union Bordeaux Bègles – Aviron bayonnais : 34 - 6 - USA Perpignan – Union Bordeaux Bègles : 31 - 20 - RC Toulon – Union Bordeaux Bègles : 37 - 17 - Union Bordeaux Bègles – Stade français : 45 - 23 - Biarritz olympique – Union Bordeaux Bègles : 15 - 22 | - Stade toulousain – Union Bordeaux Bègles : 18 - 16 - Union Bordeaux Bègles – CA Brive : 27 - 23 - Castres olympique – Union Bordeaux Bègles : 15 - 9 - Montpellier HRC – Union Bordeaux Bègles : 28 - 23 - Union Bordeaux Bègles – Football club de Grenoble rugby : 38 - 17 - Union sportive Oyonnax rugby – Union Bordeaux Bègles : 26 - 12 - Union Bordeaux Bègles – Racing Métro 92 : 25 - 9 - Union Bordeaux Bègles – ASM Clermont Auvergne : 26 - 16 - Aviron bayonnais – Union Bordeaux Bègles : 22 - 23 - Union Bordeaux Bègles – USA Perpignan : 23 - 5 - Union Bordeaux Bègles – RC Toulon : 20 - 22 - Stade français – Union Bordeaux Bègles : 37 - 23 - Union Bordeaux Bègles – Biarritz olympique : 54 - 20 |

Avec 13 victoires et 13 défaites et un total de 64 points l'Union Bordeaux Bègles termine à la 8e place et ne se qualifie pas pour la phase finale du championnat de France 2013-2014.

### Amlin Challenge Cup
Dans l'Amlin Challenge Cup l'Union Bordeaux Bègles fait partie de la poule 2 et sera opposé aux Anglais de Bath Rugby, aux Italiens du Mogliano Rugby SSD et aux Gallois de Newport Gwent Dragons.
| - 12/10/2013; Bordeaux-Bègles - Bath Rugby : 6 - 15 - 19/10/2013; Rugby Mogliano - Bordeaux-Bègles : 20 - 32 - 06/12/2013; Newport Gwent Dragons - Bordeaux-Bègles : 40 - 24 | - 12/12/2013; Bordeaux-Bègles - Newport Gwent Dragons : 32 - 13 - 11/01/2014; Bordeaux-Bègles - Rugby Mogliano : 64 - 7 - 18/01/2014; Bath Rugby - Bordeaux-Bègles : 54 - 13 |

Avec 3 victoires et 3 défaites, l'Union Bordeaux Bègles termine 3e de la poule 2 et n'est pas qualifié.

## Statistiques

### Statistiques collectives (en Top 14)
Attaque
- 629 points marqués (58 essais, 42 transformations, 83 pénalités, 2 drops)

Défense
- 573 points encaissés (44 essais, 31 transformations, 94 pénalités, 3 drops)